# Juan Manuel de Zafra y Esteban
Juan Manuel de Zafra y Esteban (Huelva, 24 de agosto de 1869-26 de marzo de 1923) fue un ingeniero de caminos, canales y puertos e inventor español. Fue miembro de la Real Academia de Ciencias Exactas, Físicas y Naturales.
Teórico español del hormigón armado, registró cuatro patentes y escribió varias obras sobre el tema. Destacó por su extensa obra científica: Construcciones de hormigón armado (1911), otra de su aplicación a obras hidráulicas que fue presentada al Consejo de Navegación de Filadelfia, y Cálculo de estructuras.

## Desarrollo profesional
Fue un alumno brillante desde el bachillerato que estudió entre Madrid (Instituto Cardenal Cisneros e Instituto San Isidro) y Palencia (Colegio Carrión de los Condes). Consiguió el título de Ingeniero de Caminos, Canales y Puertos en 1892, como número uno de su promoción y comenzó trabajando en el puerto de Sevilla donde realizó sus primeras obras con el hormigón armado.
Ingresó como profesor en la Escuela Especial del Cuerpo de Ingenieros de Caminos, Canales y Puertos, impartiendo la materia «Construcciones de Hormigón Armado y Puertos y Señales Marítimas», que formaba parte de la asignatura «Construcciones de Hormigón Armado y Puertos», lo que dio paso a la formación universitaria en esta disciplina en el curso 1910-1911.
Su labor como ingeniero comenzó en el puerto de Sevilla donde realizó el embarcadero de mineral de San Juan de Aznalfarache (1904) para la Sociedad Anónima Minas de Cala, que explotaba los yacimientos de hierro de dicha localidad onubense. El embarcadero conectaba con una línea de ferrocarril de vía estrecha que había promovido la misma sociedad para el transporte de minerales, mercancías y viajeros. Inicialmente diseñado en madera, fue la primera construcción del Ingeniero Zafra en hormigón armado, que también diseñó dos viaductos de acceso. En 1909, y para la misma compañía, construyó un segundo embarcadero sobre pilares de sección rectangular de hormigón armado.
Además fue el inventor de un aparato para la resolución mecánica de ecuaciones lineales.